# 杜特拉总统镇
杜特拉总统镇是巴西巴伊亚州的一个市镇。总面积243.922平方公里，总人口14112人，人口密度57.9人/平方公里。